# Варнек, Александр Григорьевич
Алекса́ндр Григо́рьевич Ва́рнек (при рождении и до 1833 года — Ва́рник; 15 [26] февраля 1782, Санкт-Петербург, Российская империя — 19 [31] марта 1843, там же) — русский живописец и рисовальщик немецкого происхождения, последователь романтизма, один из основных петербургских портретистов александровской эпохи, ближайший ученик и помощник Степана Щукина, педагог и музейный работник. Академик (с 1810), заслуженный профессор (с 1834) Императорской Академии художеств, коллежский советник (1832).

## Биография
А. Г. Варнек родился в 1782 году в Санкт-Петербурге в семье мебельщика. С марта 1795 по сентябрь 1803 учился в Императорской Академии художеств у Г. Ф. Дуайена, Д. Г. Левицкого, С. С. Щукина.
Окончил Академию с большой золотой медалью за «Портрет живописца» и аттестатом 1-й степени со шпагой (1803). Во время учёбы выполнял заказы на портреты императора Александра I. В 1804 году Варнек пенсионером Академии художеств уехал в Италию. Там он создал свое первое программное произведение — «Автопортрет с палитрой и кистями в руке» (1805—1806). В 1810 году Варнек получил звание академика, преподавал в Академии художеств портретную живопись. С 1824 года художник работает в Эрмитаже хранителем рисунков и эстампов. Однако все это не мешало художнику продолжать активно работать в портретном жанре. В 1831 удостоен звания профессора 2-й степени, годом позже — профессора 1-й степени, в 1834 — заслуженного профессора.
А. Г. Варнек умер в 1843 году в своем доме в Петербурге. Был похоронен на Смоленском православном кладбище (по другой версии, данной в «Петербургском некрополе» — на Смоленском евангелическом кладбище); в 1936 году останки были перенесены в Александро-Невскую лавру на Тихвинское кладбище — Некрополь мастеров искусств с установкой нового памятника.

## Творчество
Во время обучения в Императорской Академии художеств он выполнил дважды заказы на портреты императора Александра I (работы не сохранились). Специальностью Варнека была портретная живопись, в которой он отличался мастерским рисунком, гармоничным, хотя и не особенно сильным колоритом, уменьем схватить близкое сходство и выбрать подходящее освещение, вообще добросовестным исполнением и правдивостью без прикрас. Современники высоко ценили портреты Варнека, вследствие чего он оставил по себе немало произведений в этом роде. Особенно значительны автопортрет художника, портрет М. С. Хатовой, ростовой портрет графа А. С. Строганова, портрет президента Академии художеств и директора Публичной библиотеки А. Н. Оленина, картины «Голова молодого турка», «Мальчик с собакой» и «Скрипач» (автопортрет?), а также выполненные Варнеком образа Благовещения и четырёх евангелистов в домовой церкви Академии художеств.

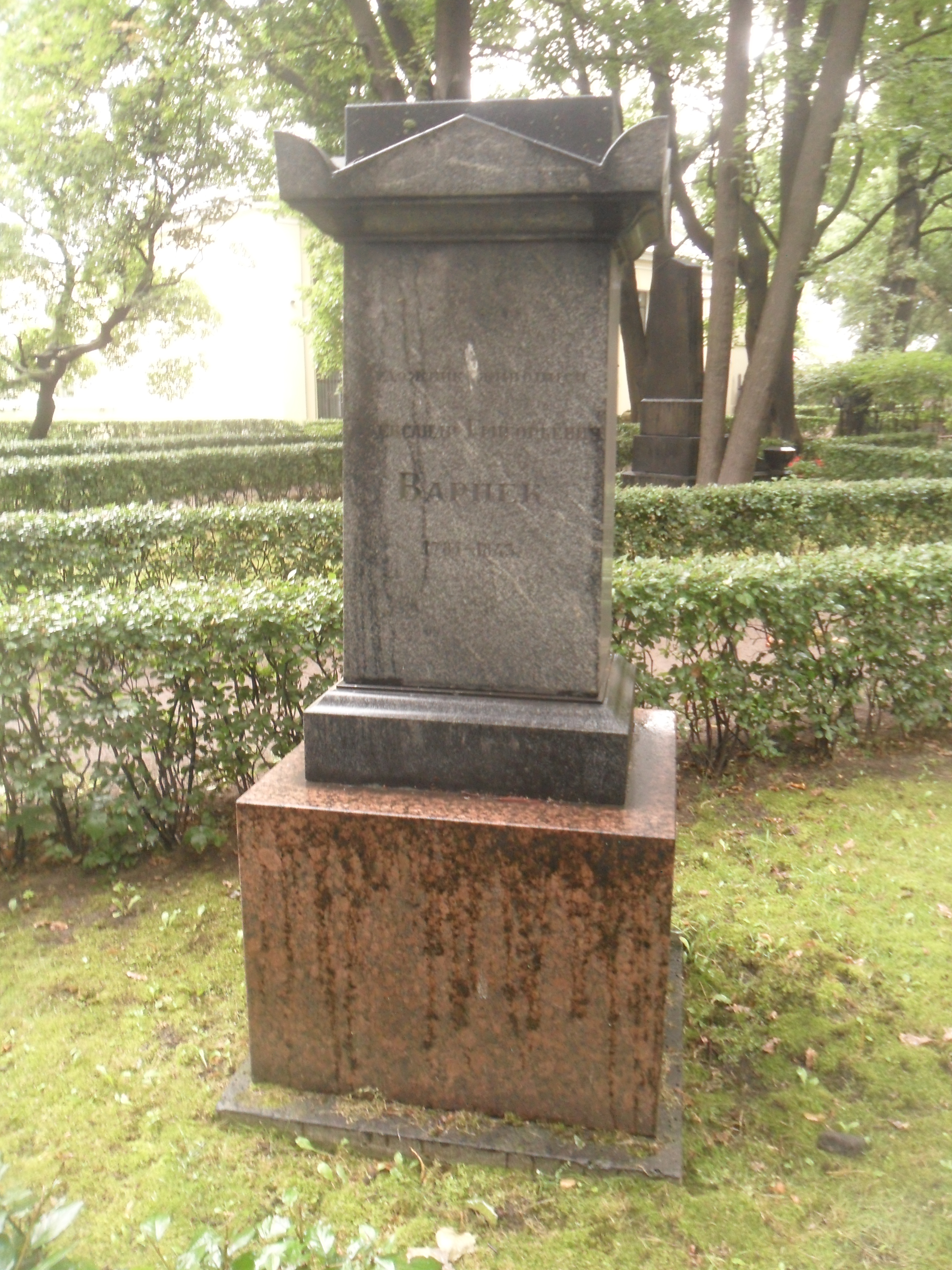
Могила Варнека в Некрополе мастеров искусств в Санкт-Петербурге.

## Галерея

Избранные работы
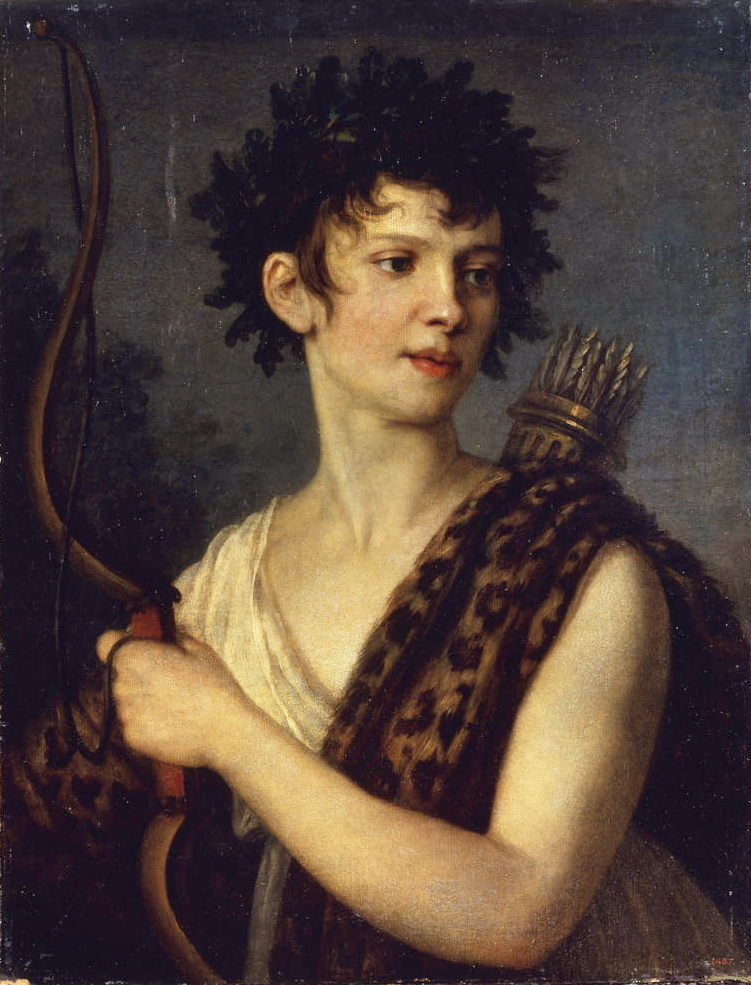
Е. И. Колосова. 1800-е годы
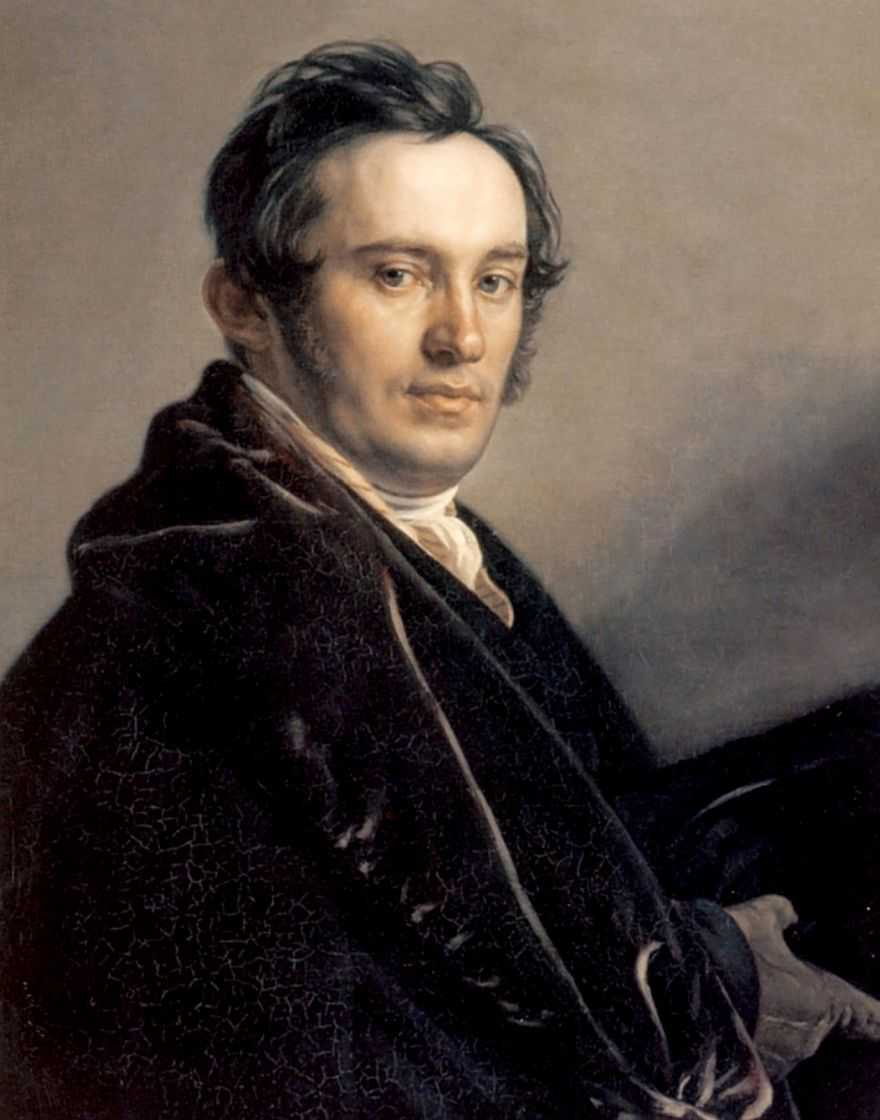
В. И. Григорович. Около 1818–1824
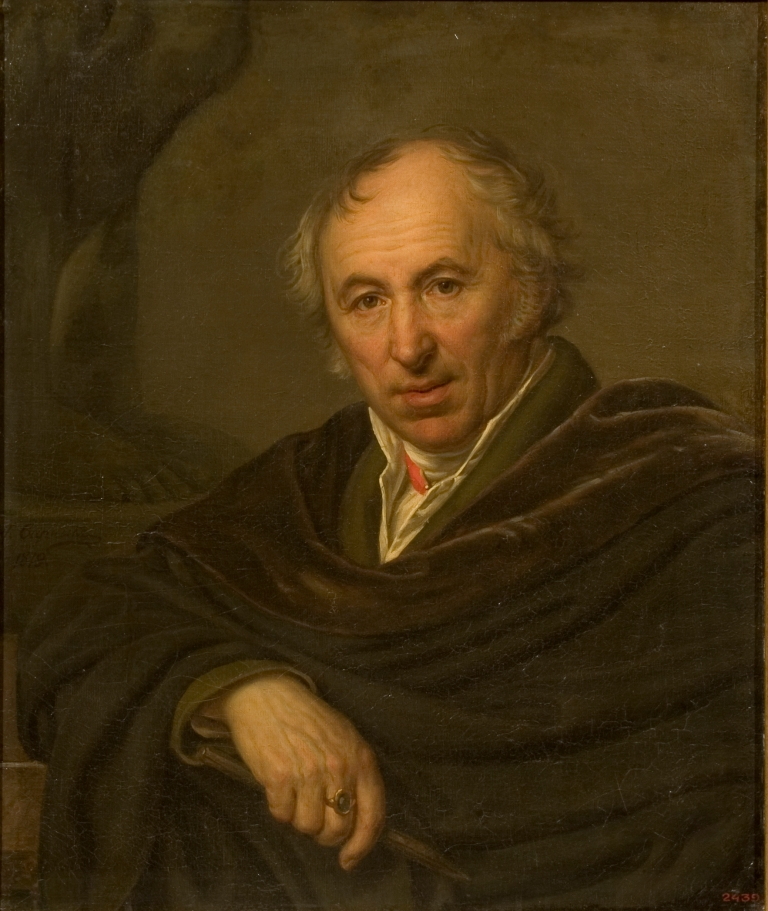
И. П. Мартос. 1819
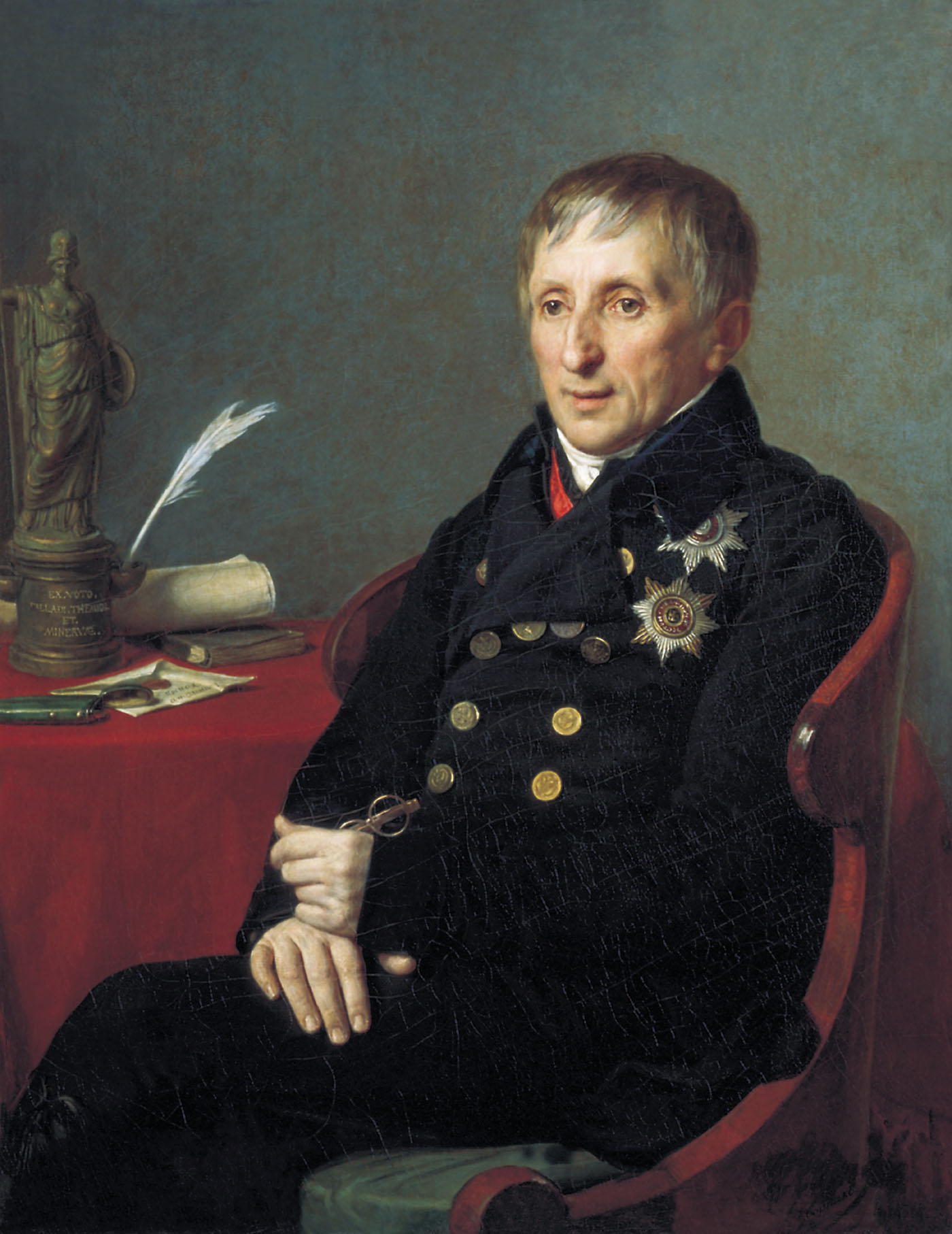
А. Н. Оленин. 1824
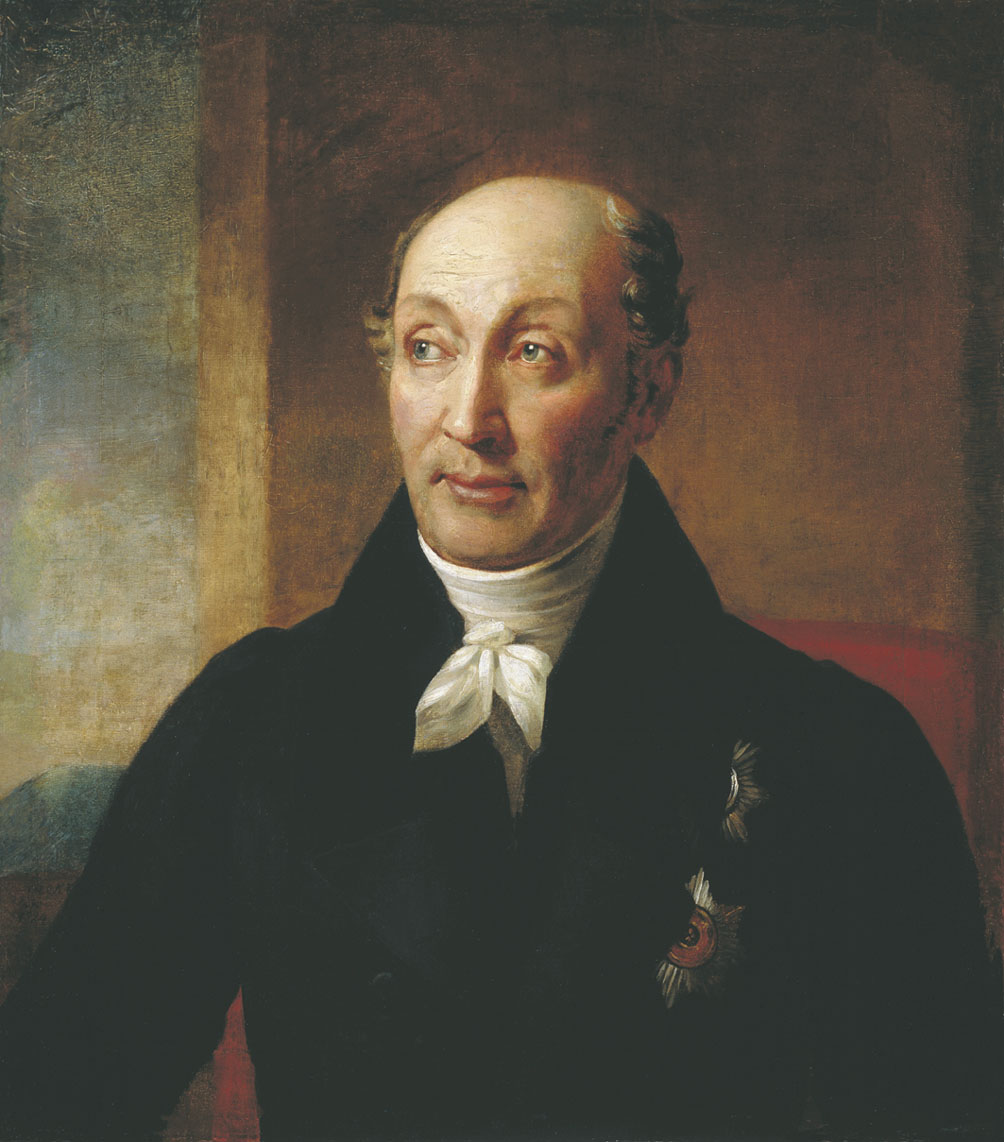
М. М. Сперанский. 1824